# Louis-Auguste Delalle
Louis-Auguste Delalle, né à Revin le 9 octobre 1800 et mort à Rodez le 6 juin 1871, est un ecclésiastique français du XIXe siècle qui a été évêque de Rodez de 1855 à 1871.

## Biographie
Louis-Auguste Delalle est né le 9 octobre 1800 à Revin (Ardennes).
Après des études au petit séminaire de Pont-à-Mousson et au grand séminaire de Nancy il reçoit la tonsure et les ordres mineurs le 5 juin 1821. Il est fait sous-diacre en 1822 et diacre en 1823. Il est ordonné prêtre le 18 décembre 1824 à l'âge de 24 ans.
D'octobre 1822 à septembre 1825, il est professeur de philosophie au séminaire de Nancy, avant de recevoir une chaire de philosophie jusqu'en novembre 1828. À cette date, il est fait aumônier du 53e régiment d'infanterie mais est déjà muté en décembre 1829 à Paris à l'hôtel des Invalides en tant que vicaire chapelain. Au mois d'avril de l'année suivante, il est nommé vicaire-administrateur de la paroisse de Saint-Germain-des-Prés. En septembre 1835 et grâce à Alexis Basile Alexandre Menjaud, il revient dans le diocèse de Nancy où il devient archiprêtre de la cathédrale Saint-Étienne de Toul. Il retourne néanmoins en 1853 dans l'aumônerie impériale où il est le vicaire général de Menjaud. En septembre de la même année, il est agréé vicaire général du diocèse de Nancy.
En août 1855, un décret impérial le nomme officiellement évêque de Rodez. Le 18 novembre, il est sacré à Nancy par Menjaud assisté par plusieurs évêques : André Raess évêque de Strasbourg, Paul Dupont des Loges évêque de Metz, Louis-Marie Caverot évêque de Saint-Dié. C'est sous son égide que l'œuvre du denier de Saint-Pierre du diocèse de Nancy est créée.
Il décède le 6 juin 1871 à Rodez et il est enterré dans la cathédrale Notre-Dame.

## Publications
- Œuvres complètes de saint A.-M. de Liguori, Parent-Desbarres, Paris, 1834-1842 (comme éditeur scientifique).
- Lettres à M. Letronne, sur la cosmogonie des Pères de l'Église et de la Genèse, Debécourt , Paris, 1835.
- Notice sur M. l'abbé J. Michel, chanoine archiprêtre de Nancy, Nancy, 1842.
- La Religieuse sanctifiée, P. Mellier, Paris, 1843 (comme éditeur scientifique).
- Mandement de monseigneur l'évêque de Rodez pour le carême de 1856, 1856.
- Oraison funèbre de Mgr Denis-Auguste Affre, ancien archevêque de Paris, Nancy, 1860.
- La vérité vraie, ou réplique de Mr l'éveque de Rodez (L. A. Delalle) à M. Calvet-Rogniat député du departement de l'Aveyron, R. Ruffet, Paris, 1864.
- Le bon curé au XIXe siècle, ou Les devoirs du prêtre dans sa vie privée et dans sa vie publique, Vagner, Nancy, 1864 (comme éditeur scientifique).

## Distinctions et décorations

### Décorations
- Chevalier de la Légion d'honneur (10 décembre 1853)[1],[2].

### Distinctions
- Il est fait comte romain et assistant au trône pontifical par Pie IX.
- Il est un membre correspondant de l'académie de Stanislas de Nancy.
- Il est chanoine d'honneur des Églises de Nancy et de Basse-Terre.
- Il est membre de la société des lettres, sciences et arts de l'Aveyron[3].

## Armes
Écartelé : D'azur à la ruche d'or, au chef cousu de gueules chargé de 3 abeilles d'or, 2 et 1.
Écartelé : Coupé ; au 1 d'azur à la ruche d'or ; au 2 de gueules chargé de 3 abeilles d'or, 2 et 1.